# Вагули
Вагули — опустевшая деревня в Нагорском районе Кировской области в составе Чеглаковского сельского поселения.

## География
Находится на расстоянии примерно 11 километров по прямой на запад-северо-запад от районного центра поселка Нагорск.

## История
Известна была с 1873 года, когда в ней было отмечено 8 дворов и 55 жителя. В 1905 году дворов 11 и жителей 74, в 1926 21 и 113, в 1950 22 и 101. в 1989 году учтено было 17 жителей.

## Население
Постоянное население  составляло 6 человек (русские 100%) в 2002 году, 0 в 2010.